# Braselton
Braselton je město v Barrow County, Gwinnett County, Hall County a v Jackson County v Georgii ve Spojených státech amerických. V roce 2011 žilo ve městě 7539 obyvatel.

## Demografie
Podle sčítání lidí v roce 2010 žilo ve městě 7511 obyvatel a 2833 domácností . V roce 2011 žilo ve městě 3708 mužů (49,2%), a 3831 žen (50,8%). Průměrný věk obyvatele je 33 let.